# Monstrilla grygieri
Monstrilla grygieri is een eenoogkreeftjessoort uit de familie van de Monstrillidae. De wetenschappelijke naam van de soort is voor het eerst geldig gepubliceerd in 2000 door Suárez-Morales.